# 尾張富士
尾張富士（おわりふじ）是位在愛知縣犬山市的山。標高275公尺。

## 概要
鄉土富士、尾張三山之一。山頂有大宮淺間神社奧宮、四等三角點。在東側山麓有博物館明治村、入鹿池。

## 關連項目
- 鄉土富士
- 尾張三山
- 大宮淺間神社
- 博物館明治村
- 入鹿池